# Пухоль-и-Понс, Франсеск
Франсеск Пухоль-и-Понс (кат. Francesc Pujol i Pons; 1878—1945) — испанский композитор и дирижёр.
Учился в консерватории при театре Лисеу у Льюиса Мильета, в 1897 году поступил певцом в руководимый Мильетом хор «Каталанский Орфей» и остался связан с ним до конца жизни, а в 1941—1945 годах возглавлял его. Был председателем барселонского отделения Международного общества современной музыки.
Сочинял сарданы, другую танцевальную музыку, основанную на фольклорных темах, хоровую музыку преимущественно светского содержания, фортепианные пьесы. В 1936 году совместно с Жоаном Амадесом подготовил музыкальный словарь (исп. Diccionari de la dansa, dels entremesos i dels instruments de música i sonadors).